# Diagnóstico
El diagnóstico (del griego diagnostikós, a su vez del prefijo día-, "a través", y gnosis, "conocimiento" o "apto para conocer") alude, en general, al análisis que se realiza para determinar cualquier situación y cuáles son las tendencias. Esta determinación se realiza sobre la base de datos y hechos recogidos y ordenados sistemáticamente, que permiten juzgar mejor qué es lo que está pasando.

## Tipos de diagnósticos en medicina
- El diagnóstico médico o propedéutica clínica es el procedimiento por el cual se identifica una enfermedad, entidad nosológica, síndrome o cualquier estado patológico o de salud (el "estado de salud").[3]
- El diagnóstico diferencial es el procedimiento por el cual se identifica una determinada enfermedad, entidad nosológica, síndrome, o cualquier estado patológico o de salud mediante la exclusión de otras posibles causas que presenten un cuadro clínico semejante al que el paciente padece.[3][4]
- El diagnóstico por imagen es el conjunto de técnicas y procesos usados para crear imágenes del cuerpo humano, o partes de él, con propósitos clínicos (procedimientos médicos que buscan revelar, diagnosticar o examinar enfermedades) o para la ciencia médica (incluyendo el estudio de la anatomía normal y función).[3][5][6]
- El diagnóstico precoz es un programa de detección precoz epidemiológico de salud pública, de aplicación sistemática o universal, para detectar en una población determinada y asintomática, una enfermedad grave, con el objetivo de disminuir la tasa de mortalidad asociada.
- El diagnóstico de embarazo es una técnica usada para la búsqueda de los signos hipotéticos que permiten confirmar un embarazo.
- El diagnóstico genético preimplantacional (DGP) es el estudio del ADN de embriones humanos para seleccionar los que cumplen determinadas características o eliminar los que portan algún tipo de defecto congénito.[7]
- El diagnóstico del cáncer de pulmón se plantea ante datos clínicos y cuando en un estudio radiológico se detecta alguna anormalidad pulmonar.
- El diagnóstico del cáncer de mama para hacerlo con certeza requiere el examen microscópico de una muestra del tejido mamario sospechoso (biopsia).
- En el diagnóstico del cáncer de próstata, si algunos síntomas o los resultados de las pruebas de detección precoz como el Antígeno prostático específico o el tacto rectal plantean la posibilidad de un cáncer de próstata, es obligatorio realizar otras pruebas para decidir si la enfermedad está presente.
- El diagnóstico no invasivo es una prueba prenatal para detectar anomalías cromosómicas con una sensibilidad próxima al 100 % y está basada en el análisis del ADN fetal en la sangre de la madre. Esta técnica se ha puesto a punto con las trisomías de los cromosomas 13, 18 y 21 y no supone ningún riesgo para la madre ni para el feto.

## En psicología clínica
El diagnóstico se enmarca dentro de la evaluación psicológica, y supone el reconocimiento de una enfermedad o un trastorno mental, emocional o de conducta a partir de la observación de sus signos y síntomas.

## En educación
El diagnóstico pedagógico a través de la evaluación diagnóstica, no estudia la conducta del sujeto, sino el estado de desarrollo personal y el potencial de aprendizaje, para fundamentar las intervenciones educativas más convenientes.

## En enfermería
El diagnóstico enfermero constituye la segunda etapa del proceso de enfermería, donde se analizan los datos acerca del paciente para identificar los problemas que constituirán.
El diagnóstico es una manera de ver las cosas de una manera mejor con datos sacados de las características vistas.

## Características de una técnica de diagnósticos
Se considera que una técnica o test de diagnóstico es buena cuando ofrece resultados acordes con lo que se diagnostica, por ejemplo, en medicina cuando da resultados positivos en enfermos y negativos en pacientes sanos, con el menor margen de error posible. Por tanto, las condiciones que deben ser exigidas en una técnica de diagnóstico son principalmente tres:
- La validez o eficacia, hace referencia al grado en el que una técnica mide lo que se supone que debe medir, es decir, la frecuencia con la que los resultados obtenidos con el test pueden ser confirmados por otros más complejos y rigurosos, o lo eficaz que es un test para diagnosticar de manera real sin falsos positivos ni falsos negativos.[9] Los parámetros que miden la validez o eficacia de una prueba diagnóstica son la sensibilidad (proporción de positivos reales detectados) y la especificidad (proporción de negativos reales detectados). Ambos parámetros son intrínsecos del test, pero para ello se necesita fijar un umbral que depende del propósito del test y de lo que se está diagnosticando. Normalmente, un test de diagnóstico requiere de una sensibilidad y una especificidad mayor del 80%. Los diagnósticos moleculares son considerados "estándar de oro" por su sensibilidad y especificidad del 100%.[10]

- La precisión alude a la reproductividad de un test cuando se repite, es decir, a la capacidad de una técnica de ofrecer los mismos resultados cuando se repite su aplicación en similares circunstancias. La reproductividad viene determinada por la variabilidad biológica del hecho observado, la introducida por el propio observador y la derivada del mismo test. No puede ser corregida sin cambiar o rediseñar el test con controles internos o haciendo un promedio de más de un test. También, puede ser corregida con la introducción de automatización.[11][12]

- La exactitud es la correspondencia al valor real. Un test tiene baja exactitud cuando diverge del valor real incluso con resultados repetitivos. Puede ser corregida mediante el calibrado del equipo y con controles estándar externos.[11][13]

- La seguridad es la certeza de predecir la presencia o ausencia de enfermedad en un paciente. La seguridad viene determinada por el valor predictivo de un resultado positivo o negativo, es decir, la probabilidad de los resultados. Por ejemplo, siguiendo el ejemplo del diagnóstico médico, el valor predictivo positivo mide la probabilidad de que el paciente esté realmente enfermo siendo un test positivo, y el valor predictivo negativo mide la probabilidad de que el paciente esté realmente enfermo si el test es negativo. La estimación real se hace con la prevalencia y el teorema de Bayes, aunque también hay otras formulaciones similares que pueden servir.

- Los factores de interferencia pueden deberse a la preparación del paciente, por ejemplo, para determinados test el ayuno (medición de glucosa, triglicéridos, etc.) o el descanso (análisis de creatinina, etc.) son requeridos. La recolección de la muestra a diagnosticar también puede ser un factor de interferencia, por ejemplo, el almacenamiento y el transporte de las muestras pueden estar sometidos bajo condiciones estrictas que si no son seguidas provocan la contaminación o estropeo de la muestra.[14][15]

- El rango de referencia es característico del test, de la población, y del laboratorio. Si el resultado no es binario (sí/no), el valor de referencia representa el rango que encierra el 95% de la población sana control. Los valores cercanos a los extremos, o simplemente fuera de los extremos, deben ser reportados con cautela. Hay distintos rangos de referencia, ya que dependen de la edad, sexo, peso, dieta, tiempo del día, etc.

## Validez de una técnica diagnóstica
El caso más sencillo es el de una prueba dicotómica. En el caso del diagnóstico médica se clasifica a cada paciente como sano o enfermo, en función del resultado de la prueba sea positivo o negativo. De esta forma, un resultado positivo se corresponde normalmente con la presencia de la enfermedad estudiada y un resultado negativo con la ausencia de ésta. Por lo general, se suele trabajar con una población heterogénea de pacientes, de modo que los datos obtenidos permiten clasificarlos en cuatro grupos, los cuales suelen representar en una tabla 2X2. En ella, se enfrenta el resultado de la prueba diagnóstica (en filas) con el estado real de los pacientes (en columnas) o si no, el resultado de la prueba de referencia  que vamos a utilizar. El resultado de la prueba puede ser positivo o negativo, pero éstos pueden ser correctos o incorrectos, dando lugar a cuatro tipos de resultados: verdaderos positivos, verdaderos negativos, falsos positivos y falsos negativos.
| Resultado de la prueba | Enfermo                   | Sano                      |
| ---------------------- | ------------------------- | ------------------------- |
| Positivo               | Verdaderos positivos (VP) | Falsos positivos (FP)     |
| Negativo               | Falsos negativos (FN)     | Verdaderos negativos (VN) |

Lo que determina la validez de la técnica utilizada será el cálculo de los valores de la sensibilidad y la especificidad.
- La Sensibilidad nos indica la probabilidad de que un test sea positivo si la enfermedad está presente, es decir, si el paciente está realmente enfermo. Por tanto, es la capacidad de un test para detectar realmente la presencia de la enfermedad, los verdaderos positivos. La sensibilidad puede estimarse como la proporción de pacientes enfermos que obtuvieron un resultado positivo en la prueba diagnóstica, es decir, la proporción de verdaderos positivos, o de enfermos diagnosticados, frente al total de enfermos en la población de estudio. Así:

{\displaystyle {\mbox{Sensibilidad (SE)}}={\frac {(VP)}{(VP+FN)}}}
- La Especificidad es la probabilidad de que un test sea negativo si la enfermedad no está presente en el paciente, es decir, si el paciente está realmente sano. En el caso médico, es la capacidad de un test para detectar la ausencia de enfermedad, los verdaderos negativos. Así, la especificidad puede estimarse como la proporción de pacientes sanos que obtuvieron un resultado negativo en la prueba diagnóstica, es decir, la proporción de verdaderos negativos, o de sanos reconocidos como tal, respecto al total de sanos en la población. De esta forma:

{\displaystyle {\mbox{Especificidad(SP)}}={\frac {(VN)}{(VN+FP)}}}

Lo ideal es trabajar con técnicas diagnósticas de alta sensibilidad y especificidad, superando al menos el 80% en ambos casos. Sin embargo, esto no siempre es posible. Hay un criterio de selección para elegir un test con mayor sensibilidad o especificidad dependiendo de la situación:
1. Se elige un test muy sensible (bajo número de falsos negativos) cuando:
  - La enfermedad es seria pero curable.
  - Hay un tratamiento no agresivo.
  - Un falso positivo no implica una hándicap psicológico o financiero.
2. Se elige un test muy específico (bajo número de falsos positivos) cuando:
  - La enfermedad es importante pero el tratamiento es muy agresivo.
  - Es importante desde el punto de vista de salud o psicológico asegurar la presencia de la enfermedad para cerciorarse de que no hay falsos positivos.
  - Un falso positivo implica un deterioro o incapacidad financiera, económica o social.

## Valor predictivo de una técnica diagnóstica
Los valores predictivos positivos y negativos permiten medir la eficacia real del test o técnica diagnóstica, debido a ello aportan información acerca de la certeza o seguridad de la presencia o ausencia de enfermedad en un paciente. Son probabilidades post-test, y pueden ser calculadas de dos formas.
Si toda la población es diagnosticada:
{\displaystyle VP+={\frac {VP}{FP+VP}}}   y   {\displaystyle PV-={\frac {VN}{FN+VN}}}, siendo VP+ el valor de predicción positivo, y VP- el valor de predicción negativo.
Sin embargo, para medir la estimación real se emplea la prevalencia y el teorema de Bayes:
{\displaystyle PV+={\frac {P\cdot {SE}}{P\cdot {SE}+(1-P)\cdot {(1-SP)}}}} y {\displaystyle PV-={\frac {(1-P)\cdot {SP}}{(1-P)\cdot {SP}+P\cdot {(1-SE)}}}}, siendo SE sensibilidad, y SP especificidad.
Hay que tener en cuenta que existen posibles formulaciones alternativas que también pueden ser empleadas en lugar de las mencionadas.